# Region Brüssel-Hauptstadt

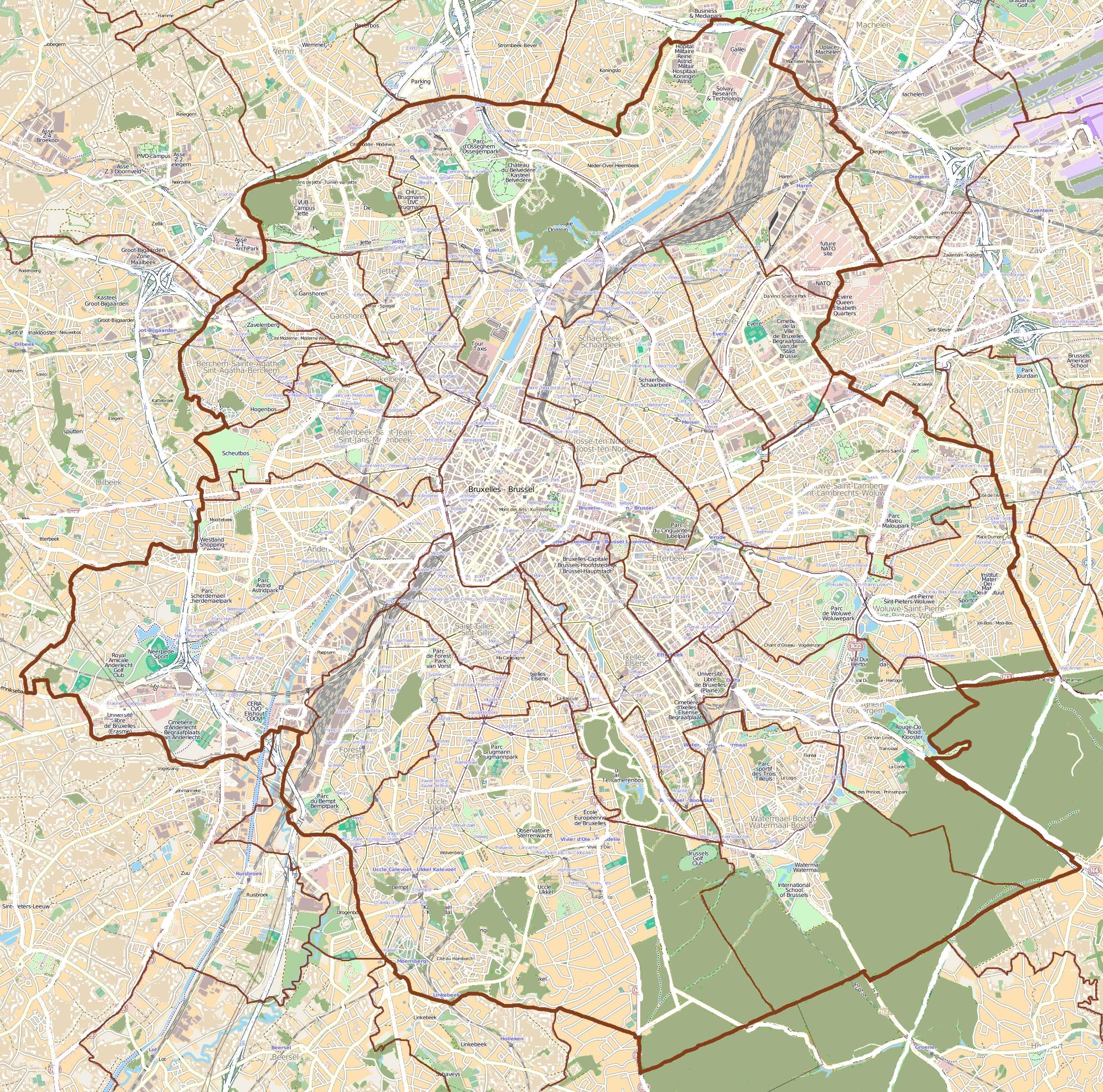
Stärkere braune Linie: Region Brüssel-Hauptstadt; dünnere Linien: die 19 Gemeinden

Die Region Brüssel-Hauptstadt (oder auch Brüsseler Region), französisch Région de Bruxelles-Capitale, niederländisch Brussels Hoofdstedelijk Gewestⓘ ist eine der drei Regionen des Königreichs Belgien und somit ein Gliedstaat des belgischen Bundesstaates. Sie umfasst das „zweisprachige Gebiet Brüssel-Hauptstadt“, das – genau wie der gleichnamige Verwaltungsbezirk – aus 19 Gemeinden besteht. Die Stadt Brüssel, auch „Brüssel-Stadt“ genannt, ist eine der 19 Gemeinden. Die Region Brüssel-Hauptstadt besteht in ihrer heutigen Form seit dem 1. Januar 1995. Die Region hat 1.249.597 Einwohner (1. Januar 2024).
Die Region Brüssel-Hauptstadt verfügt über ein legislatives („Brüsseler Parlament“) sowie ein exekutives Organ („Brüsseler Regierung“). Hinzugezählt werden ebenfalls die französische und flämische Gemeinschaftskommission („COCOF“ und „VGC“) sowie die „gemeinsame Gemeinschaftskommission“ (COCOM/GGC). Nebenbei übt die Region Brüssel-Hauptstadt auch die Befugnisse der „Brüsseler Agglomeration“ aus.
Dieser Artikel behandelt vor allem die Themen Politik, Verwaltung und Sprachensituation. Weitere und übergreifende Themen werden im Artikel Brüssel behandelt.

## Geschichtlicher Hintergrund

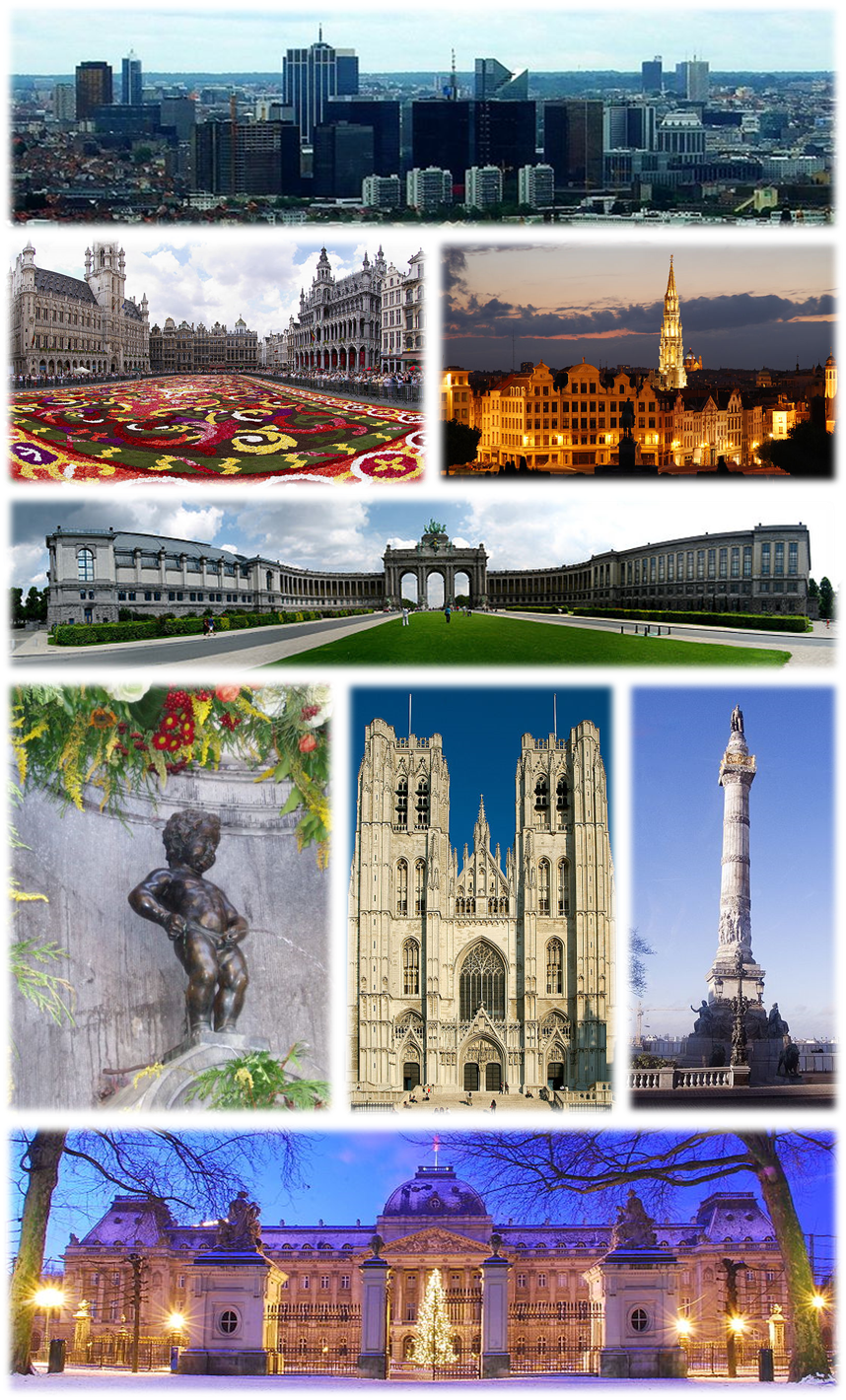
Verschiedene Ansichten von Brüssel

Als in Belgien die erste Staatsreform (1970) beschlossen wurde, die zur Föderalisierung des Landes führen sollte, wurden zum einen die Kulturgemeinschaften (die späteren Gemeinschaften), mit dem Schwerpunkt Kultur, und zum anderen die Regionen, mit dem Schwerpunkt Wirtschaft erschaffen. Da die flämischen Vertreter aber nicht den Zweck dieser Regionen erkannten, wurde ihre Existenz allein in einem Verfassungsartikel (107quater) festgehalten. Weitere konkrete Ausführungsmodalitäten wurden nicht vorgesehen. In diesem Artikel 107quater war bereits die Rede von einer „Brüsseler Region“.
Auch wenn also die Regionen noch nicht funktionsfähig waren, wurde für die neunzehn Brüsseler Gemeinden eine erste gemeinsame Verwaltungsstruktur erschaffen: die Brüsseler Agglomeration (siehe unten). Ein Gesetz vom 26. Juli 1971 sah vor, dass der Brüsseler Agglomerationsrat in zwei Sprachgruppen aufgeteilt würde. Die ersten und einzigen Wahlen zum Agglomerationsrat fanden am 21. November 1971 statt. Die Agglomeration verfügte über gewisse Zuständigkeiten in Sachen Raumordnung, Transportwesen, Sicherheit, öffentliche Gesundheit und Sauberkeit. Es wurden ebenfalls eine französische und eine niederländische Kulturkommission eingerichtet, in der die Mitglieder des Agglomerationsrates, je nach Sprachgruppe, tagten und über gewisse Befugnisse in Sachen Kultur und Unterricht verfügten. Das Gesetz vom 26. Juli 1971 wurde durch jedoch durch ein Gesetz vom 21. August 1987 abgeändert und viele der Befugnisse der Agglomeration wurden den dann bereits bestehenden Regionen anvertraut.
In Brüssel wurden diese Befugnisse dem „Regionalen ministeriellen Komitee“ anvertraut. Im Jahr 1974 wurden drei dieser Komitees geschaffen: ein flämisches, ein wallonisches und ein Brüsseler. Auch wenn diese Komitees nur eine beratende Funktion hatten, werden sie doch als Vorläufer der Regionen bezeichnet. In Brüssel war das Komitee zur einen Hälfte aus Senatoren und zur anderen Hälfte aus Mitgliedern des Agglomerationsrates zusammengesetzt.
Die Schaffung der Regionen, darunter einer Brüsseler Region, wurde in den zwei großen Egmont- (1978) und Stuyvenbergabkommen (1979) festgehalten. Wegen einer Regierungskrise konnten diese jedoch nicht in Kraft treten, und so wurden durch ein Gesetz vom 5. Juli 1979 provisorische gemeinschaftliche und regionale Institutionen erschaffen, deren Exekutive allein von Ministern der Nationalregierung gestellt wurde.
Erst im Zuge der zweiten Staatsreform (1980) wurden die Regionen wirklich aus der Taufe gehoben. Da jedoch kein Kompromiss für die Brüsseler Region gefunden werden konnte, gilt die Verabschiedung des Sondergesetzes vom 8. August 1980 allein als die Geburtsstunde der Flämischen und der Wallonischen Region. Das „Problem Brüssel“ wurde, so die damalige Bezeichnung, „in den Kühlschrank gestellt“ (französisch: mise au frigo).
Somit blieb das Gesetz von 1979 weiterhin für Brüssel anwendbar. Ein Minister und zwei Staatssekretäre, die nicht dem Nationalparlament verantwortlich waren, lenkten die Geschicke der Region. Dies hatte schwerwiegende finanzielle und institutionelle Probleme zur Folge. Ein Kompromiss zwischen Flamen und Wallonen um das Statut Brüssels schien in die Ferne zu rücken, da vor allem die flämische Seite Brüssel nicht als eigenständige Region anerkennen wollte und die wallonische Seite nicht die absolute Sprachgleichheit akzeptieren wollte.

Die Region Brüssel-Hauptstadt (blau) im regionalen Staatsgefüge neben der Flämischen (gelb) und der Wallonischen Region (rot)

Mehrere Gesetzesvorschläge wurden eingereicht, doch erst im Mai 1988 konnte ein politischer Kompromiss gefunden werden, der alle Parteien zufriedenstellte. Dieser Kompromiss führte zur Durchführung der dritten Staatsreform und zur Verabschiedung des Sondergesetzes vom 12. Januar 1989, der somit als die Geburtsstunde der „Region Brüssel-Hauptstadt“, wie sie seitdem genannt wird, gilt. Dieses Sondergesetz rief schlussendlich den Rat (später Parlament) und die Exekutive (später Regierung) ins Leben und übergab der Region die restlichen Kompetenzen der Agglomeration.
Bei der vierten Staatsreform (1993), die die definitive Umwandlung Belgiens in einen Föderalstaat vollzog, und dem vorangegangenen „Sankt-Michaels-Abkommen“ (niederländisch Sint-Michielsakkoord, französisch accords de la Saint Michel) wurde die Teilung der Provinz Brabant beschlossen. Das zweisprachige Gebiet Brüssel-Hauptstadt wurde dabei „entprovinzialisiert“ (für provinzfrei erklärt), der Provinzrat und die Permanentdeputation wurden abgeschafft und die Zuständigkeiten der Provinz wurden bis auf einige Ausnahmen (siehe unten) an die Region übertragen.
Das Lambermontabkommen und die fünfte Staatsreform (2001) hatten keine grundlegenden Änderungen für das Statut der Region Brüssel-Hauptstadt zur Folge. Lediglich die Anzahl Sitze im Regionalparlament wurde von 75 auf 89 angehoben.
Heute ist die Region Brüssel-Hauptstadt zwar politisch etabliert, doch besteht immer noch keine absolute Einigkeit zwischen Flamen und Wallonen über das wahre Statut Brüssels. Die Region unterscheidet sich immer noch von den anderen beiden Regionen, da ihre legislativen Rechtstexte „Ordonnanzen“ genannt werden (und einen leicht anderen Wert als die regionalen „Dekrete“ besitzen; siehe unten) und sie im Gegensatz zu den anderen Regionen nicht über die „konstitutive Autonomie“ verfügt, die eine eigene Organisation der Zusammensetzung, der Wahl und der Arbeitsweise der Parlamente und Regierungen erlaubt. Seitens der Brüsseler Regierung wird immer wieder eine Neufinanzierung der Region gefordert, um den Herausforderungen eines europäischen und internationalen Zentrums gerecht zu werden.

## Geographie
Der zweisprachige Verwaltungsbezirk „Brüssel-Hauptstadt“ stellt das Hoheitsgebiet der Region Brüssel-Hauptstadt dar. Dieses Gebiet ist deckungsgleich mit dem zweisprachigen Sprachgebiet Brüssel-Hauptstadt im Sinne von Artikel 4 der Verfassung.

### Die 19 Gemeinden

Die 19 Gemeinden der Region Brüssel-Hauptstadt

Der Verwaltungsbezirk Brüssel-Hauptstadt besteht aus 19 eigenständigen Gemeinden, die als die „Brüsseler Gemeinden“ bezeichnet werden. In allen 19 Gemeinden sind die beiden Amtssprachen Französisch und Niederländisch gleichberechtigt. Die Mehrheit der Bevölkerung ist frankophon. Die Gemeinde Saint-Josse-ten-Noode/Sint-Joost-ten-Node ist mit rund 24.100 Einwohnern pro Quadratkilometer die am dichtesten besiedelte Gemeinde Belgiens.
| Wappen                                                          | Gemeinde                                    | Fläche in km² | Bevölkerung am 1. Januar 2024 |
| --------------------------------------------------------------- | ------------------------------------------- | ------------- | ----------------------------- |
| Wappen der Gemeinde Anderlecht                                  | Anderlecht                                  | 17,74         | 126.581                       |
| Wappen der Gemeinde Auderghem                                   | Auderghem/Oudergem                          | 9,03          | 35.350                        |
| Wappen der Gemeinde Berchem-Sainte-Agathe/Sint-Agatha-Berchem   | Berchem-Sainte-Agathe/Sint-Agatha-Berchem   | 2,95          | 25.787                        |
| Wappen der Stadt Brüssel                                        | Brüssel, Stadt                              | 32,61         | 196.828                       |
| Wappen der Gemeinde Etterbeek                                   | Etterbeek                                   | 3,15          | 49.775                        |
| Wappen der Gemeinde Evere                                       | Evere                                       | 5,02          | 45.234                        |
| Wappen der Gemeinde Forest/Vorst                                | Forest/Vorst                                | 6,25          | 58.044                        |
| Wappen der Gemeinde Ganshoren                                   | Ganshoren                                   | 2,46          | 25.564                        |
| Wappen der Gemeinde Ixelles/Elsene                              | Ixelles/Elsene                              | 6,34          | 89.278                        |
| Wappen der Gemeinde Jette                                       | Jette                                       | 5,04          | 54.107                        |
| Wappen der Gemeinde Koekelberg                                  | Koekelberg                                  | 1,17          | 22.648                        |
| Wappen der Gemeinde Molenbeek-Saint-Jean/Sint-Jans-Molenbeek    | Molenbeek-Saint-Jean/Sint-Jans-Molenbeek    | 5,89          | 98.365                        |
| Wappen der Gemeinde Saint-Gilles/Sint-Gillis                    | Saint-Gilles/Sint-Gillis                    | 2,52          | 49.293                        |
| Wappen der Gemeinde Saint-Josse-ten-Noode/Sint-Joost-ten-Node   | Saint-Josse-ten-Noode/Sint-Joost-ten-Node   | 1,14          | 26.895                        |
| Wappen der Gemeinde Schaerbeek/Schaarbeek                       | Schaerbeek/Schaarbeek                       | 8,14          | 130.405                       |
| Wappen der Gemeinde Uccle/Ukkel                                 | Uccle/Ukkel                                 | 22,91         | 86.806                        |
| Wappen der Gemeinde Watermael-Boitsfort/Watermaal-Bosvoorde     | Watermael-Boitsfort/Watermaal-Bosvoorde     | 12,93         | 25.295                        |
| Wappen der Gemeinde Woluwe-Saint-Lambert/Sint-Lambrechts-Woluwe | Woluwe-Saint-Lambert/Sint-Lambrechts-Woluwe | 7,22          | 60.771                        |
| Wappen der Gemeinde Woluwe-Saint-Pierre/Sint-Pieters-Woluwe     | Woluwe-Saint-Pierre/Sint-Pieters-Woluwe     | 8,85          | 42.571                        |
| Wappen der Region Brüssel-Hauptstadt                            | Region Brüssel-Hauptstadt (Gesamt)          | 161,36        | 1.249.597                     |

### Vorschlag zur Fusion der Gemeinden
Die Idee einer Fusion dieser Gemeinden bzw. deren vollständige Eingliederung in die regionale Struktur wurde oft angeregt. Auch wenn diese Fusion offensichtliche Vorteile für die „Gute Regierungsführung“ der Region hätte, hat der Vorschlag nie genug Anklang bei den frankophonen politischen Entscheidungsträgern gefunden, die darin eine Störung des institutionellen Gleichgewichts sehen. Die überproportionale Vertretung (50F/50N in der Regierung) der niederländischsprachigen Brüsseler auf Ebene der Region (siehe unten) wird nämlich u. a. durch die Wiedergabe der „wahren“ Kräfteverhältnisse (in etwa 90F/10N) auf der Ebene der Gemeinden kompensiert.

### Vorschlag zur Ausweitung der Region

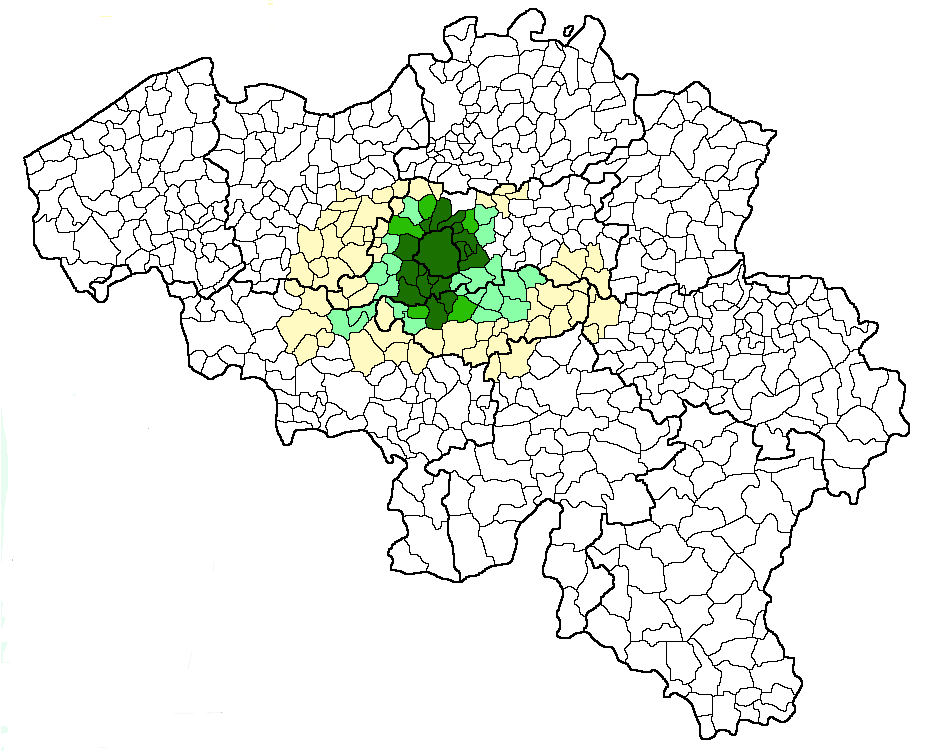
Die Hauptstadtregion Brüssel (zentrales Feld im dunkelgrünen Bereich) innerhalb des Ballungsraums Brüssel (dunkelgrün). Helle Farbtöne: Wohngebiete der Pendler.

Im Zuge der belgischen Staatsreformen wurde von frankophoner Seite immer wieder die Ausweitung des Hoheitsgebietes der Region Brüssel-Hauptstadt gefordert. Besonders die Partei DéFI (Démocrate Fédéraliste Indépendant), vormals FDF (Fédéralistes démocrates francophones), die sich als die Verteidigerin der frankophonen Minderheit in den Brüsseler Randgebieten sieht, fordert den Anschluss der „Fazilitäten-Gemeinden“ (französisch communes à facilités, niederländisch faciliteitengemeenten) der Brüsseler Peripherie, die der Provinz Flämisch-Brabant angehören und somit Teil des Gebiets der Region Flandern sind. Diese sechs sogenannten Peripherie- oder Brüsseler Randgemeinden, in denen die Frankophonen teilweise tatsächlich die Mehrheit der Bevölkerung stellen, sind: Kraainem (französisch Crainhem), Drogenbos, Linkebeek, Sint-Genesius-Rode (französisch Rhode-Saint-Genèse), Wemmel und Wezembeek-Oppem. In Flandern stößt diese Forderung in der Öffentlichkeit und bei allen flämischen Parteien auf Ablehnung. Sie sehen darin eine Zerschlagung des flämischen Hoheitsgebiets und den Versuch einer weiteren „Französisierung“ (niederländisch verfransing) Brüssels.
Dieser Konflikt kam zuletzt nach den Föderalwahlen von 2007 zur Sprache, als über die Spaltung des Wahlbezirks Brüssel-Halle-Vilvoorde verhandelt wurde. Auch bei den Verhandlungen zur nächsten Staatsreform nach den Regional- und Europawahlen von 2009, die letztendlich zum Sturz der föderalen Regierung Leterme II führten, stand die Erweiterung Brüssels auf der Agenda der frankophonen Parteien.

## Zuständigkeiten und Institutionen
Eine Besonderheit innerhalb der Region Brüssel-Hauptstadt ist, dass die gewählten Mandatare sowohl regionale als auch gemeinschaftliche Kompetenzen in der Region ausüben, auch wenn dies de jure in zwei verschiedenen Institutionen geschieht.

### Regionale Zuständigkeiten
Die Kompetenzen der Region Brüssel-Hauptstadt sind – wie auch die Kompetenzen der flämischen und wallonischen Region – in Art. 6 des Sondergesetzes vom 8. August 1980 über institutionelle Reformen festgehalten. Laut diesem Artikel sind die Regionen, unter gewissen Vorbehalten, zuständig für:
- Raumordnung und Städtebau
- Umwelt und Wasser
- ländliche Erneuerung und Naturschutz
- Wohnungsbau
- Landwirtschaft und Fischerei
- Wirtschaft und Außenhandel
- Energie
- Aufsicht über untergeordnete Behörden
- Grabstätten und Beerdigungen
- Beschäftigung und Arbeit
- öffentliche Arbeiten und Transportwesen
- wissenschaftliche Forschung innerhalb ihres Befugnisbereiches
- internationale Zusammenarbeit innerhalb ihres Befugnisbereiches

Hinzugezählt werden ebenfalls die Kompetenzen, welche die Region von der Brüsseler Agglomeration sowie von der ehemaligen Provinz Brabant übernommen hat. Des Weiteren verfügt die Region über die Befugnis, eigene Steuern zu erheben. Im Gegensatz zu den anderen Regionen verfügt sie jedoch nicht über die „konstitutive Autonomie“, die eine eigene Organisation der Zusammensetzung, der Wahl und der Arbeitsweise der Parlamente und Regierungen erlaubt.

#### Das Brüsseler Parlament
Das Parlament der Region Brüssel-Hauptstadt (oder auch „Brüsseler Parlament“; ehemals „Rat der Region Brüssel-Hauptstadt“) ist aus 89 Regionalabgeordneten zusammengesetzt. Der Präsident des Parlamentes ist Bertin Mampaka Mankamba (MR).

#### Die Brüsseler Regierung
Die Regierung der Region Brüssel-Hauptstadt (auch Brüsseler Regierung; ehemals Exekutive der Region Brüssel-Hauptstadt) wird für fünf Jahre vom Parlament der Region Brüssel-Hauptstadt gewählt. Diese Regierung setzt sich aus einem Ministerpräsidenten (seit Mai 2013 Rudi Vervoort), vier Ministern und drei Staatssekretären zusammen, die nicht unbedingt als Regionalabgeordnete gewählt sein müssen. Es wurde gesetzlich festgehalten, dass der Ministerpräsident „sprachlich neutral“ bleibt und mindestens zwei Minister und ein Staatssekretär der „weniger zahlreichen“ (d. h. niederländischen) Sprachgruppe zugehören.
Die Regierung kann Erlasse und Verordnungen verabschieden. Diese unterliegen der Kontrolle des Staatsrates – des obersten belgischen Verwaltungsgerichts – der sie wegen Gesetzwidrigkeit für nichtig erklären kann.

### Gemeinschaftliche Zuständigkeiten
Die Region Brüssel-Hauptstadt selbst verfügt über keine derjenigen Befugnisse, die den drei Sprachgemeinschaften vorbehalten sind. Auf dem zweisprachigen Gebiet Brüssel-Hauptstadt üben prinzipiell sowohl die Flämische als auch die Französische Gemeinschaft ihre Zuständigkeiten aus. Diese sind laut den Artikeln 127 bis 129 der Verfassung vor allem:
- die kulturellen Angelegenheiten[10]
- das Unterrichtswesen (bis auf einige Ausnahmen)
- die „personenbezogenen“ Angelegenheiten (Gesundheitswesen mit einbegriffen)

Aufgrund des „zweisprachigen“ Statuts Brüssels werden jedoch diese Befugnisse in Brüssel meistens nicht von den Gemeinschaften selbst ausgeübt, sondern an sogenannte „Gemeinschaftskommissionen“ weitergeleitet. Da das Föderalsystem Belgiens keine Subnationalitäten kennt bzw. toleriert, sind diese Gemeinschaftskommissionen nicht für „flämische“ oder „französischsprachige“ Bürger Brüssels zuständig (niemand ist gezwungen, sich öffentlich für eine der beiden Gemeinschaften zu entscheiden), sondern allein für die Institutionen, die dieser oder jener Gemeinschaft zugeordnet werden können (wie z. B. eine französischsprachige Schule oder eine flämische Theatergruppe). Außerdem haben die Gemeinschaftskommissionen nach der „Entprovinzialisierung“ Brüssels die ehemals von der Provinz Brabant ausgeübten Gemeinschaftszuständigkeiten übernommen.
Es gibt drei verschiedene Gemeinschaftskommissionen (die französische, die flämische und die gemeinsame), die sich stark voneinander unterscheiden.

#### Die französische Gemeinschaftskommission

Die Flagge der COCOF

Die Commission communautaire française (kurz COCOF) vertritt die Französische Gemeinschaft im zweisprachigen Gebiet Brüssel-Hauptstadt. Im Gegensatz zu ihrem flämischen Gegenstück, der VGC (siehe unten), ist die COCOF eine hybride Institution. Sie ist nicht nur ein rein ausführendes Organ, sondern in gewissen Zuständigkeitsbereichen ein vollständig autonomer Dekretgeber. COCOF und VGC haben sich somit seit ihrer Gründung asymmetrisch entwickelt.
Die COCOF war ursprünglich, genau wie die VGC, eine rein untergeordnete Behörde, die unter der Verwaltungsaufsicht der Französischen Gemeinschaft stand. Heute noch hat sie die Dekrete der Französischen Gemeinschaft in Brüssel auszuführen und kann, immer noch unter der Aufsicht der Französischen Gemeinschaft, punktuell selbstständig ihre Gemeinschaftskompetenzen ausüben, indem sie „Verordnungen“ ausfertigt. In diesem Punkt gleichen sich die COCOF und die Provinzen im restlichen Teil der Französischen Gemeinschaft.
Im Gegensatz zur VGC wurde der COCOF jedoch Anfang der neunziger Jahre in gewissen Zuständigkeitsbereichen eine vollkommen eigenständige dekretale Kompetenz von der Französischen Gemeinschaft übertragen. Zu dieser Zeit befand sich die Französische Gemeinschaft nachweislich in einer finanziellen Notlage. So wurde bei der vierten Staatsreform (1993) der Artikel 138 in die Verfassung eingefügt, der vorsieht, dass die Französische Gemeinschaft die Ausübung gewisser ihrer Zuständigkeiten im französischen Sprachgebiet an die Wallonische Region und im zweisprachigen Gebiet Brüssel-Hauptstadt an die COCOF abtreten kann. Dieser Schritt wurde mittels zweier „Sonderdekrete“, die eine Zweidrittelmehrheit im Parlament benötigen, für folgende Kompetenzen vollzogen: Sportinfrastrukturen, Tourismus, soziale Förderung, Umschulungen, Weiterbildungen, Schülertransport, Politik der Pflegeversorgung, Familienpolitik (außer Familienplanung), Sozialhilfe, Integration der Einwanderer und Teile der Behinderten- und Seniorenpolitik. In diesen Bereichen fertigt die COCOF also eigene Dekrete mit „Gesetzesstatus“ aus. Es ist in dieser Hinsicht bemerkenswert, dass die COCOF somit auch die „internationale Kompetenz“ der Französischen Gemeinschaft übernommen hat und eigene internationale Verträge unterzeichnen kann.
Die COCOF verfügt über ein legislatives Organ (Rat oder Conseil de la Commission communautaire française; manchmal auch Parlement francophone bruxellois), das aus den Abgeordneten der französischen Sprachgruppe des Brüsseler Parlamentes zusammengesetzt ist (derzeit 72 Abgeordnete), und ein exekutives Organ (Kollegium oder Collège de la Commission communautaire française; manchmal auch Gouvernement bruxellois francophone), in dem die französischsprachigen Mitglieder der Brüsseler Regierung vertreten sind (derzeit drei Minister, Ministerpräsident – der französischsprachig ist – inbegriffen, und zwei Staatssekretäre).

#### Die flämische Gemeinschaftskommission

Die Flagge der VGC

Die Vlaamse Gemeenschapscommissie (kurz VGC) vertritt die Flämische Gemeinschaft in Brüssel, verfügt aber über weitaus weniger Autonomie als ihr französischsprachiges Gegenstück. In der Tat wird die VGC von flämischer Seite weniger als eine eigenständige Institution als eine untergeordnete Behörde betrachtet, deren Aufgabe es lediglich ist, die flämischen Dekrete in Brüssel anzuwenden. So arbeitet die flämische Gemeinschaftskommission als rein dezentralisierte Behörde in den kulturellen, Unterrichts- und personenbezogenen Angelegenheiten (es werden nur „Verordnungen“ abgestimmt und ausgeführt); sie befindet sich somit unter der Verwaltungsaufsicht der Flämischen Gemeinschaft.
Nichtsdestotrotz verfügt die VGC über ein legislatives Organ (Rat oder „Raad van de Vlaamse Gemeenschapscommissie“), das aus den Abgeordneten der niederländischen Sprachgruppe des Brüsseler Parlamentes zusammengesetzt ist (derzeit 17 Abgeordnete), und ein exekutives Organ (Kollegium oder „College van de Vlaamse Gemeenschapscommissie“), in dem die niederländischsprachigen Mitglieder der Brüsseler Regierung vertreten sind (derzeit zwei Minister und eine Staatssekretärin).
Die Zusammenstellung des Rates der VGC sollte im Jahr 2001 infolge des „Lombard-Abkommens“ geändert werden, indem man zu den 17 Abgeordneten der niederländischen Sprachgruppe des Brüsseler Parlamentes fünf Sitze hinzufügen wollte, die ebenfalls auf Personen verteilt werden sollten, die sich auf den Listen zum Brüsseler Parlament zur Wahl gestellt hatten, aber nicht gemäß dem Wahlresultat in der Region Brüssel-Hauptstadt, sondern gemäß dem Wahlresultat in der Flämischen Region. Der ausgesprochene Grund hierfür war der politische Wille, eine eventuelle Mehrheit des rechtsextremen Vlaams Belang (damals Vlaams Blok), der in der niederländischen Sprachgruppe des Brüsseler Parlamentes besonders stark, im Flämischen Parlament proportional aber weniger stark vertreten ist, zu unterbinden. Dieses Vorhaben wurde jedoch vom Schiedshof (heute Verfassungsgerichtshof) als verfassungswidrig erklärt und die alte Zusammensetzung des Rates der VGC beibehalten.

#### Die gemeinsame Gemeinschaftskommission
Die Commission communautaire commune (kurz COCOM) bzw. Gemeenschappelijke Gemeenschapscommissie (kurz GGC) übt die gemeinsamen Gemeinschaftszuständigkeiten auf dem zweisprachigen Gebiet Brüssel-Hauptstadt aus, d. h. jene Zuständigkeiten, die von „gemeinsamem Interesse“ und nicht ausschließlich für die Institutionen der Französischen oder der Flämischen Gemeinschaft vorgesehen sind. Sie ist ebenfalls eine hybride Institution.
Ursprünglich war die COCOM/GGC nur eine untergeordnete Behörde, die sich um die Gemeinschaftskompetenzen von „gemeinsamem Interesse“ kümmert (frz. matières bicommunautaires). Um dieser Aufgabe gerecht zu werden, kann sie genau wie die COCOF und VGC punktuell eine eigene Politik führen, indem sie „Verordnungen“ verabschiedet. Auch ihre Situation ist somit mit der der Provinzen im restlichen Teil des Landes vergleichbar. Zudem übt sie seit der Teilung der ehemaligen Provinz Brabant die von „gemeinsamem Interesse“ im zweisprachigen Gebiet Brüssel-Hauptstadt aus. Obwohl die COCOM/GGC hier als „untergeordnete“ Behörde fungiert, ist es bemerkenswert, dass keine andere Institution im belgischen Staatsgefüge eine Verwaltungsaufsicht über sie ausüben kann – selbst nicht der Föderalstaat. Die Verordnungen – die keinen Gesetzeswert haben – können jedoch vom Staatsrat wegen Gesetzeswidrigkeit für nichtig erklärt werden.
Dazu ist laut Artikel 135 der Verfassung, der durch die Artikel 69 des Sondergesetzes vom 12. Januar 1989 ausgeführt wurde, die COCOM/GGC für jene personenbezogenen Angelegenheiten zuständig, für die laut Artikel 128 der Verfassung weder die Französische noch die Flämische Gemeinschaft auf dem Gebiet Brüssels zuständig sind. Dabei handelt es sich um personenbezogene Angelegenheiten (d. h. Gesundheit und Soziales), die weder der Französischen noch der Flämischen Gemeinschaft zugeordnet werden können (frz. matières bipersonnalisables). Betroffen sind somit die öffentlichen Einrichtungen, die nicht einer Gemeinschaft zugeordnet werden können (z. B. die öffentlichen Sozialhilfezentren (ÖSHZ) oder öffentlichen Krankenhäuser im zweisprachigen Gebiet Brüssel-Hauptstadt), oder die unmittelbare Personenhilfe. Nur in diesen Fällen ist die COCOM/GGC völlig autonom und verabschiedet – genau wie die Region – „Ordonnanzen“, die Gesetzeswert haben (siehe oben). Auch verfügt sie in diesen Materien über die „internationale Kompetenz“ und kann somit eigene internationale Verträge abschließen.
Die COCOM/GGC verfügt über ein legislatives Organ (Vereinigte Versammlung oder „Assemblée réunie de la Commission communautaire commune“ bzw. „Verenigde vergadering van de Gemeenschappelijke Gemeenschapscommissie“), das aus den französisch- und niederländischsprachigen Abgeordneten des Brüsseler Parlamentes zusammengesetzt ist (89 Abgeordnete), und ein exekutives Organ (Vereinigtes Kollegium oder „Collège réuni de la Commission communautaire commune“ bzw. „Verenigd College van de Gemeenschappelijke Gemeenschapscommissie“), in dem die französisch- und niederländischsprachigen Minister der Brüsseler Regierung vertreten sind (5 Minister, Ministerpräsident inbegriffen, der jedoch nur über eine konsultative Stimme verfügt). Die Organe der COCOM/GGC sind also mit denen der Region vollkommen deckungsgleich.
Eine besondere Aufgabe wird mit dem Artikel 136, Abs. 2 der Verfassung dem Vereinigten Kollegium anvertraut: Es fungiert ebenfalls „zwischen den zwei Gemeinschaften als Konzertierungs- und Koordinierungsorgan“.

## Besonderheiten
Abgesehen von den für die Region Brüssel-Hauptstadt spezifischen Gemeinschaftskommissionen (siehe oben), gibt es in und um Brüssel ebenfalls andere institutionelle Einzigartigkeiten, die sich in keinem anderen Teil des belgischen Föderalstaates wiederfinden.

### Die Brüsseler Agglomeration
Auch wenn in der Verfassung von mehreren Agglomerationen die Rede ist, so wurde allein in Brüssel eine solche errichtet. Die Städte Lüttich, Charleroi, Antwerpen und Gent haben nie den Willen gezeigt, eine eigene Agglomeration zu gründen, obschon ein gesetzlicher Rahmen für sie bereits besteht. Doch die Verfassung sieht auch spezifische Modalitäten für die Brüsseler Agglomeration vor, nämlich die Bestimmung der Agglomerationsbefugnisse durch ein Sondergesetz und deren Ausübung durch die Brüsseler Regionalinstitutionen (Parlament und Regierung), die jedoch nicht in ihrer Eigenschaft als Institutionen der Region handeln, sondern für diese Fälle als „lokale Behörde“ auftreten (und dementsprechend keine Ordonnanzen verabschieden, sondern gewöhnliche „Verordnungen“ und „Erlasse“).
Das Gebiet der Brüsseler Agglomeration entspricht dem der Region Brüssel-Hauptstadt, d. h. den neunzehn Gemeinden. Die Befugnisse der Agglomeration sind präzise aufgezählt und begrenzen sich auf vier Gebiete:
- die Abfallentsorgung und -verarbeitung
- der Brandschutz
- die dringende Krankenbeförderung
- der gewerbliche Personentransport

Da die regionalen Institutionen die Befugnisse der Agglomeration übernehmen, entfällt die Verwaltungsaufsicht.

### Der Gouverneur
Nach der Teilung der ehemaligen Provinz Brabant und ihrem Verschwinden hat man für Brüssel trotzdem das Amt eines Gouverneurs behalten. Alternativ hätte man seine Funktionen einem regionalen Organ (d. h. wahrscheinlich dem Ministerpräsidenten der Region Brüssel-Hauptstadt) anvertraut. Die Folge wäre gewesen: Da der Gouverneur ein Kommissar der Föderalregierung ist, hätte die Föderalregierung über den Gouverneur eine gewisse Aufsicht über das regionale Organ gehabt. Das war damals nicht im Sinne der Staatsreform.
Der Gouverneur des Verwaltungsbezirks Brüssel-Hauptstadt wird von der Regierung der Region Brüssel-Hauptstadt nach gleich lautender Stellungnahme (d. h. nach Erlaubnis) des Ministerrates der Föderalregierung ernannt. Er übt mehr oder weniger dieselben Zuständigkeiten aus, über die auch die anderen Provinzgouverneure verfügen, nur dass er nicht den Vorsitz der Permanentdeputation (oder Provinzkollegium) innehat, was in der Wallonischen Region seit 2006 ebenfalls nicht mehr der Fall ist, da es eine solche Permanentdeputation im Verwaltungsbezirk Brüssel-Hauptstadt seit der „Entprovinzialisierung“ nicht mehr gibt. Laut Artikel 5, § 1 des Provinzgesetzes vom 30. April 1936 übt der Gouverneur die in Artikel 124, 128 und 129 desselben Gesetzes vorgesehenen Zuständigkeiten aus. Diese Zuständigkeiten betreffen vor allem:
- die Aufrechterhaltung der öffentlichen Ordnung
- die Koordinierung der Dienste der Polizei und des Zivilschutzes
- die Erstellung eines Katastrophenplans für den Bezirk Brüssel-Hauptstadt und das Katastrophenmanagement
- die Sonderaufsicht über die Brüsseler Polizeizonen
- die Ausstellung von Reisevisa
- die Anwendung der Gesetzgebung über den Gebrauch von Waffen

Nach der letzten Staatsreform, die den Regionen die vollständige Aufsicht über die lokalen Behörden übertragen hat, wurde im Verwaltungsbezirk Brüssel-Hauptstadt das Neue Gemeindegesetz so geändert, dass keine Intervention mehr des Gouverneurs im Rahmen der Gemeindeaufsicht stattfindet. In der Tat sieht der Artikel 280bis, Abs. 1 des Neuen Gemeindegesetzes nur noch vor, dass der Gouverneur allein die in den Artikeln 175, 191, 193, 228 und 229 vorgesehenen Zuständigkeiten ausübt. Diese Artikel, die die Kompetenz des Gouverneurs in Sicherheitsangelegenheiten betreffen, wurden jedoch im Zuge der Neugestaltung der Polizeidienste Belgiens aus dem Neuen Gemeindegesetz gestrichen.
Um seine Aufgaben wahrzunehmen, verfügt der Provinzgouverneur über Personal, das ihm teils vom Föderalstaat, teils von der Region zur Verfügung gestellt wird. Der Gouverneur des Verwaltungsbezirkes Brüssel-Hauptstadt ist nicht Mitglied des Kollegiums der Provinzgouverneure.

### Der Vizegouverneur
Die Funktion des Vizegouverneurs bestand bereits vor der Teilung der ehemaligen Provinz Brabant. Dieser Vizegouverneur übte seine Zuständigkeiten in der ganzen Provinz Brabant, Brüssel inbegriffen, aus. Nach der Teilung blieb die Funktion des Vizegouverneurs allein im zweisprachigen Gebiet Brüssel-Hauptstadt erhalten, während in der Provinz Flämisch Brabant ein „beigeordneter Gouverneur“ eingesetzt wurde (die Präsenz dieses „beigeordneten Gouverneurs“ lässt sich durch den notwendigen Schutz der frankophonen Minderheit in der Provinz Flämisch-Brabant – die in den Brüsseler Randgemeinden jedoch in der Mehrheit ist – erklären).
Der Vizegouverneur ist ein Kommissar der Föderalregierung, der „mit der Aufsicht über die Anwendung der Gesetze und Verordnungen über den Sprachengebrauch in Verwaltungsangelegenheiten in den Gemeinden des Verwaltungsbezirks Brüssel-Hauptstadt beauftragt“ ist. Er verfügt über eine Verwaltungsaufsicht, die es ihm ermöglicht, gegebenenfalls die Entscheidungen der Brüsseler Gemeinden für vierzehn Tage auszusetzen. Er übt ebenfalls die Rolle eines Vermittlers aus, indem er die Klagen bezüglich der Nichteinhaltung der Gesetzgebung über den Sprachengebrauch entgegennimmt und versucht, die Standpunkte des Klägers und der betreffenden Behörde in Einklang zu bringen. In Abwesenheit des Gouverneurs übt der Vizegouverneur auch dieses Amt aus.

### Zuständigkeiten des Föderalstaates
Die Artikel 45 und 46 des Sondergesetzes vom 12. Januar 1989 ermöglichen es dem Föderalstaat, eine Art „Verwaltungsaufsicht“ über die Region Brüssel-Hauptstadt auszuüben, sobald „die internationale Rolle Brüssels und die Funktion als Hauptstadt“ betroffen sind. Die Föderalregierung kann die von der Region in Ausübung der Artikel 6, § 1, I, 1° und X des Sondergesetzes vom 8. August 1980 getroffenen Entscheidungen in Sachen Städtebau, Raumordnung, öffentliche Arbeiten und Transportwesen aussetzen und die Abgeordnetenkammer kann diese für nichtig erklären. Die Föderalregierung kann ebenfalls einem „Kooperationskomitee“ jene Maßnahmen vorlegen, die die Region ihrer Ansicht nach nehmen sollte um das internationale Statut und die Funktion als Hauptstadt zu fördern.

## Regelungen zum Sprachengebrauch

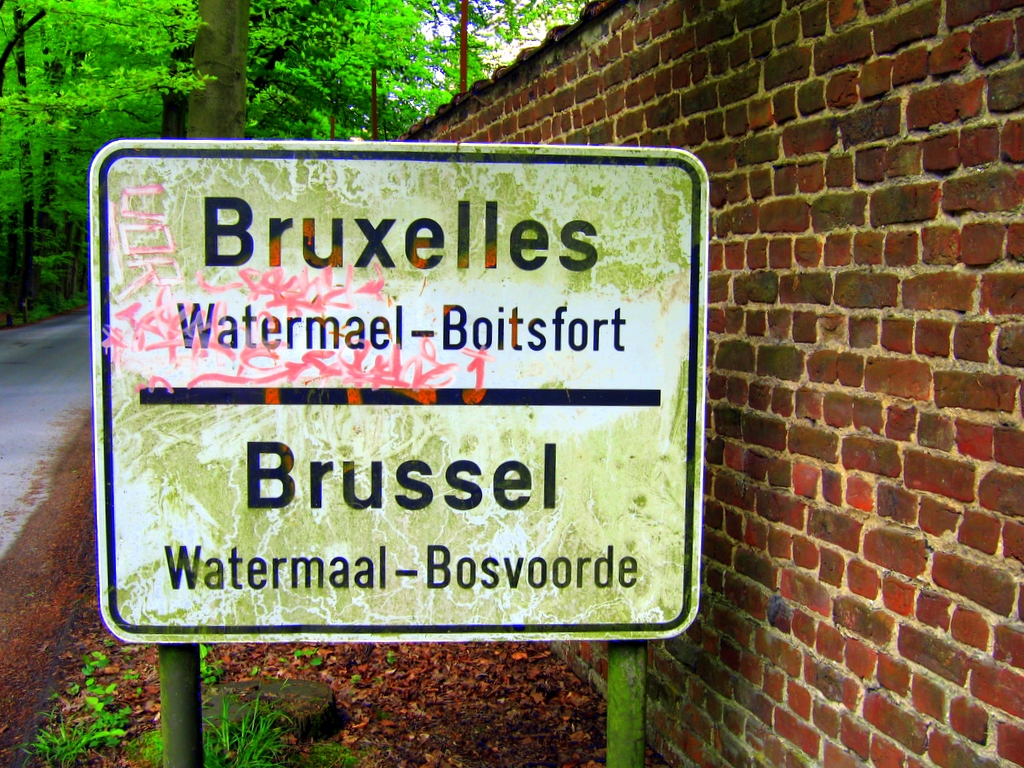
Zweisprachiges Verkehrsschild

Die Regeln zum Sprachengebrauch im zweisprachigen Gebiet Brüssel-Hauptstadt gehören zum Zuständigkeitsbereich des Föderalstaates. Der Artikel 129, § 2 der Verfassung beschränkt die Kompetenz der Französischen und der Flämischen Gemeinschaft, die normalerweise für den Sprachengebrauch in Verwaltungs-, Unterrichts- und arbeitsrechtlichen Angelegenheiten zuständig sind, auf das alleinige französische bzw. niederländische Sprachgebiet.
Für den Sprachengebrauch von Privatpersonen sieht Artikel 30 der Verfassung ausdrücklich vor, dass dieser vollkommen frei ist. Niemand kann also gezwungen werden, im alltäglichen Leben (in der Familie, an der Arbeit etc.) eine gewisse Sprache zu sprechen. Die Regeln zum Sprachengebrauch betreffen nur das Verhalten öffentlicher Einrichtungen gegenüber dem Bürger oder gegenüber anderen öffentlichen Einrichtungen. Diese Regeln sind in der koordinierten Gesetzgebung vom 18. Juli 1966 über den Sprachengebrauch in Verwaltungsangelegenheiten festgehalten.
In der koordinierten Gesetzgebung wird zwischen „lokalen“ und „regionalen“ Dienststellen unterschieden. Im zweisprachigen Gebiet Brüssel-Hauptstadt sind die Regeln zum Sprachengebrauch der lokalen und der regionalen Dienststellen jedoch genau dieselben.
- Öffentlichkeit: Brüsseler Dienststellen setzen die für die Öffentlichkeit bestimmten Bekanntmachungen, Mitteilungen und Formulare auf Französisch und auf Niederländisch auf. Dazu gehören z. B. der Anschlag einer Baugenehmigung, ein beschriftetes Verkehrsschild oder die Ausschreibung eines öffentlichen Auftrags im „Amtsblatt der Ausschreibungen“. Veröffentlichungen in Bezug auf den Personenstand erfolgen jedoch ausschließlich in der Sprache der Urkunde, auf die sie sich beziehen.
- Privatpersonen: Diese Dienststellen bedienen sich in ihren Beziehungen mit Privatpersonen der Sprache, die die Betreffenden benutzen, wenn dies Französisch oder Niederländisch ist.
- Standesamt: Brüsseler Dienststellen setzen Urkunden, die sich auf Privatpersonen beziehen, und Bescheinigungen, Erklärungen und Genehmigungen für Privatpersonen je nach Wunsch der Interessehabenden auf Französisch oder auf Niederländisch auf.
- Andere Dienststellen im restlichen Landesteil: Dienststellen aus Brüssel-Hauptstadt bedienen sich in ihren Beziehungen mit Dienststellen des französischen oder des niederländischen Sprachgebietes der Sprache dieses Gebietes.

Das Verhalten einer Brüsseler Dienststelle gegenüber den anderen Dienststellen im zweisprachigen Gebiet Brüssel-Hauptstadt ist äußerst detailliert in der Gesetzgebung vorgesehen:
A. Wenn die Angelegenheit begrenzt oder begrenzbar ist:
1. ausschließlich auf das französische oder niederländische Sprachgebiet: der Sprache dieses Gebietes,
2. gleichzeitig auf Brüssel-Hauptstadt und auf das französische oder niederländische Sprachgebiet: der Sprache dieses Gebietes,
3. gleichzeitig auf das französische und niederländische Sprachgebiet: der Sprache des Gebietes, in dem die Angelegenheit ihren Ursprung hat,
4. gleichzeitig auf das französische und niederländische Sprachgebiet und auf Brüssel-Hauptstadt, wenn die Angelegenheit ihren Ursprung in einem der zwei ersten Gebiete hat: der Sprache dieses Gebietes,
5. gleichzeitig auf das französische und niederländische Sprachgebiet und auf Brüssel-Hauptstadt, wenn die Angelegenheit ihren Ursprung in letzterer hat: der nachstehend unter Buchstabe B) vorgeschriebenen Sprache,
6. ausschließlich auf Brüssel-Hauptstadt: der nachstehend unter Buchstabe B) vorgeschriebenen Sprache,

B. Wenn die Angelegenheit örtlich weder begrenzt noch begrenzbar ist:
1. wenn sie sich auf einen Bediensteten einer Dienststelle bezieht: der Sprache, in der dieser seine Zulassungsprüfung abgelegt hat oder, in Ermangelung einer solchen Prüfung, der Sprache der Gruppe, der der Betreffende aufgrund seiner Hauptsprache angehört,
2. wenn sie von einer Privatperson eingeleitet wurde: der Sprache, der diese Person sich bedient hat,
3. in allen anderen Fällen: der Sprache, in der der Bedienstete, dem die Angelegenheit anvertraut wird, seine Zulassungsprüfung abgelegt hat. Wenn dieser Bedienstete keine Zulassungsprüfung abgelegt hat, bedient er sich seiner Hauptsprache.

Das Beamtenrecht sieht vor, dass in den Dienststellen des zweisprachigen Gebietes Brüssel-Hauptstadt ein Gleichgewicht zwischen Beamten, deren Muttersprache Französisch bzw. Niederländisch ist, bestehen muss. Angesichts der Tatsache, dass in der Region Brüssel-Hauptstadt die übergroße Mehrheit der Bürger eher französischsprachig ist, sorgt diese gleichgewichtige Aufteilung für große Probleme bei der Rekrutierung von Beamten und bei der Besetzung des Kaders. Die Beamten haben zwingend eine Sprachenprüfung in der entsprechend anderen Sprache abzulegen (Referenz ist die Sprache des Diploms).
Eine „ständige Kommission für Sprachenkontrolle“ überwacht die korrekte Ausführung der Gesetzgebung über den Sprachengebrauch.

## Weblinks

Offizielles Logo des Markenauftritts der Region Brüssel-Hauptstadt